# Tátika nemzetség
A Tátika nemzetség a Dunántúlon, Zala megyében honos nemzetség volt, melyről azonban csak töredékesen maradtak fenn adatok.

## Története
Tagjai közül az első ismert adat 1240 körüli időkben élt Istvánról maradt fenn.
- István, akit a Tátika nemből származónak írtak és birtoka Tátika várától északra esett, és Erek faluval volt határos.

Következő ismert tagja:
- II. Tátika (1233-1244), I. Tátika fia, akinek birtoka 1233-ban a Veszprém megyei Tót-Vásony faluval volt szomszédos délnyugatról, tehát ő Barnag földesura volt.

II. Tátikáról feljegyezték, hogy rossz indulata olyan tettekre ragadta, melyek aztán nemzetségének romlását okozták: A tatárjárás utáni időkben felhasználva a tatároktól való rettegést és zavarokat a veszprémi püspökség népeit rabolta és a Kaplon nemzetségbeli Zaland Szántó nevű faluját is tönkretette. E tetteiért aztán a veszprémi püspökségnek okozott károk kárpótlására elvették tőle Tátika várát. A Kaplon nemzetségbeli Zarand káraiért pedig 80 márka bírság megfizetésére kötelezték és e 80 márka fejében pedig le akarták foglalni II. Tátikának Botka, Pabar és Bozlog nevű falvakban levő birtokait. II. Tátika azonban ellenállt, a Zala megye által végrehajtásra küldött seregét megvesszőzte és elkergette, ezzel még nagyobb bajba keverve magát, de ezután nemsokára hirtelen meghalt.
II. Tátika halála után birtokai Lukács  Gotalon (1248) és Miklós (1248) nevű fiaira szálltak.
Gotalon és Miklós azonban az első időkben szintén nem akarták - az időközben veszprémi püspökké lett - Kaplon Zaland kárát rendezni, ezért a Gutkeled nemzetségbeli István nádor (1246-1247) aztán erővel átadatta Zalandnak a botkai, pabari és bozlogi birtokokat.
1248-ban aztán Gotalon és Miklós végül mégis elismerték Kaplon Zaland jogos követelését és egyességre lépve vele visszakapták Botka, Pabar és Bozlog nevű birtokaikat, ennek ellenében átengedték Zalandnak a Tátika vára fölé eső Várad nevű hegyet, ahol aztán később felépült a tátikai felső vár.
A Tátika nemzetség itt említett falvai közül Botka egykor Szántó közelében feküdt. Pabar Tapolcától nyugatra mint puszta az 1800-as évek végén még megvolt. Bozlog helye azonban ismeretlen, valószínű, hogy Barnag hibás írású változata.
A Veszprém megyébe eső Barnag egy része még 1284-ben  is Gotalon ismeretlen nevű fiainak birtokában volt.
Karácsony János feljegyzéseiben azt sejteti, hogy a Tátika nemzetség talán a Gatal nemzetség egyik ága lehet, mivel szerinte a Gotalan személynév talán a Gatal kicsinyítője (Gatalin). 1233-ban egy Tátika nevű nemes a Sopron megyei Zsidány falu mellett volt birtokos, ugyanakkor itt állt valaha Gatal nevű falu is. Erre mutat továbbá az is, hogy 1284-ben Gatal nembeli Péter fia III. Gatal, és Gotalon fiainak házai Barnagon egymás mellett álltak.